# Hangwa

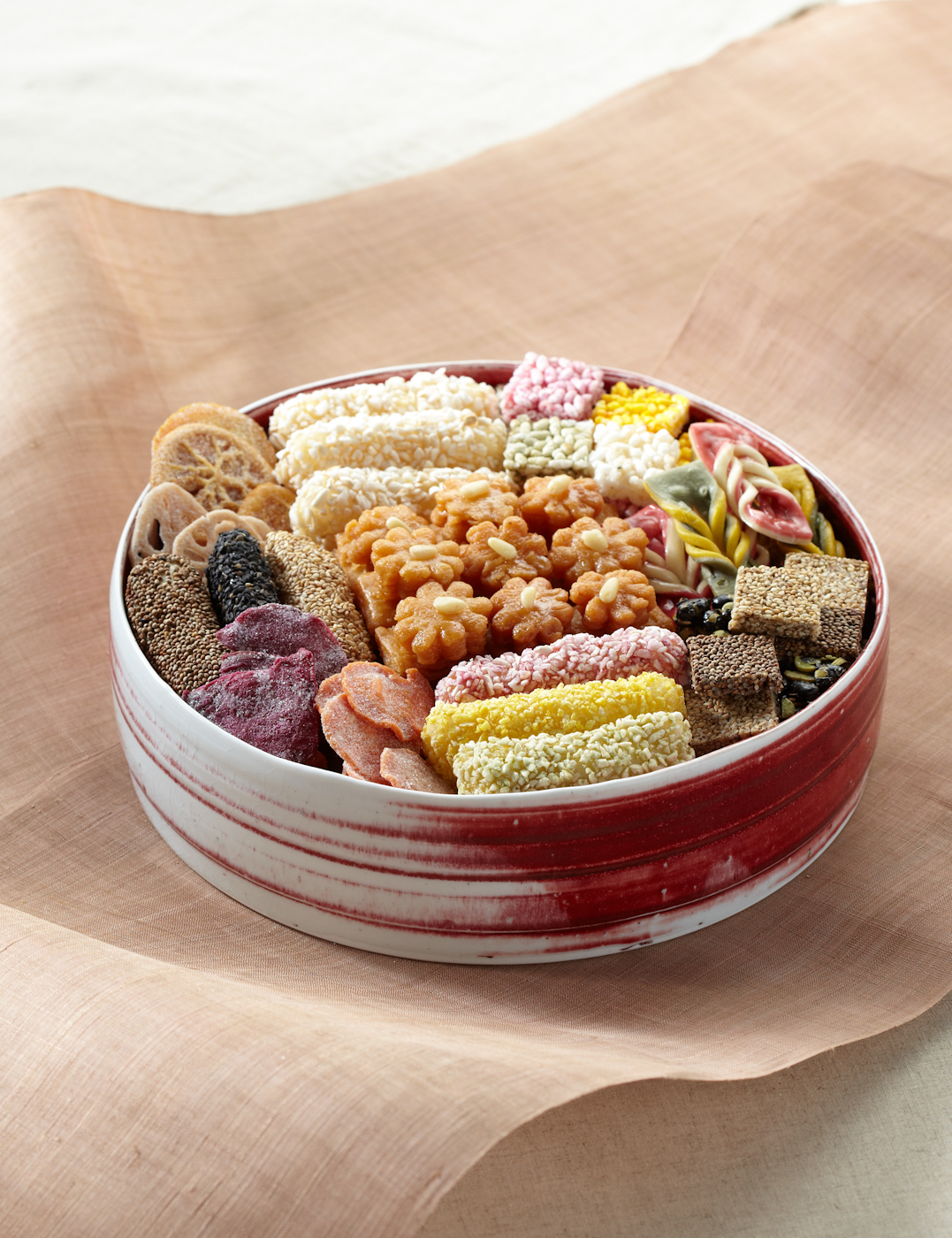
Różne rodzaje hangwa

Hangwa (hangul: 한과; hancha: 韓菓) – ogólne określenie dla tradycyjnych koreańskich słodyczy. Wraz z tteok (ciastem ryżowym), hangwa należą do kategorii słodkich pokarmów w kuchni koreańskiej. Różne hangwa były używane w tradycyjnych ceremoniach, takich jak jerye (rytuał ku czci zmarłych przodków) i hollye (ślub). W nowoczesnej Korei Południowej hangwa są również dostępne w kawiarniach i herbaciarniach.
Typowe składniki to mąka zbożowa, owoce i korzenie, słodkie składniki, takie jak miód i yeot, oraz przyprawy (np. cynamon i imbir).

## Nazwa
Hangwa (한과; 韓菓; dosł. „koreańskie wyroby cukiernicze”) to nazwa nadawana tradycyjnym słodyczom, w przeciwieństwie do yanggwa (양과; 洋菓), która oznacza „słodycze Zachodnie”. Czasami używa się również słów hangwaryu (한과류, 韓菓類) jogwa (조과;, 造果) lub gwajeongnyu (과정류; 果飣類).

## Historia
Historia hangwa sięga epoki trzech królestw (57 p.n.e. – 668 n.e.), kiedy to różne rodzaje słodyczy były spożywane na dworze królewskim, według Samguk Yusa.
Przez okres dwóch dynastii buddyjskich – Zjednoczona Silla w erze dwóch królestw (698–926) i Goryeo (936–1392), doszło do rozprzestrzeniania się i wzrostu uprawy roślin i konsumpcja słodyczy drastycznie wzrosła, ponieważ buddyjska dieta zakazywała spożycie mięsa. Słodycze były podawane podczas narodowych świąt, obrzędów, ceremonii i uczt Goryeo, w tym na dwóch buddyjskich festiwalach: na Lotosowym Festiwalu Latarniowym i Festiwalu Osiem Ślubów. Typowe ceremonie herbaciane wymagały również więcej rodzajów słodyczy. Słodycze były oferowane w narodowych świętach, obrzędach, ceremoniach i bankietach Goryeo, w tym na dwóch buddyjskich festiwalach, na Lotus Lantern Festival i Festival of the Eight Vows. Hangwa podawane były także podczas ceremonii herbacianych.
Obawy dotyczące rosnącej popularności i produkcji słodyczy, które zawierały duże ilości oleju, zboża i miodu, doprowadziły w konsekwencji do kilku regulacji w ciągu swojej historii. Dwa razy władcy musieli wydać dekrety ograniczające produkcję takich towarów (w 1179) i zachęcali ludzi do spożywania przekąsek z owoców (w 1192). Podczas dynastii Joseon hangwa mogły być spożywane tylko podczas jerye i wesel, a złamanie prawa skutkowało karą grzywny lub cielesną. W 1353 roku wprowadzono całkowity zakaz przyrządzania słodkich wyrobów smażonych w głębokim tłuszczu.

## Rodzaje
- Cukierki – tradycyjne koreańskie cukierki mogą być spożywane w takiej postaci, w jakiej je przyrządzono, lub być stosowane jako składniki słodzące w innych rodzajach hangwa. Dang (당; 糖; dosł. „cukierek”) lub dangryu (당류; 糖類; dosł. „kategoria cukierków”) odnosi się do twardych i słodkich wyrobów. Mogą być wykonane ze skrystalizowanego cukru lub scukrzonej skrobi. Yeot jest tradycyjnym wyrobem w postaci płynnej lub stałej – w postaci syropu, taffy lub cukierków. Wytwarza się go z ziaren takich jak ryż zwykły lub kleisty, sorgo dwubarwne, kukurydza, słodkie ziemniaki, scukrzając je przy użyciu słodu jęczmiennego[6].
- Dasik to niewielkie słodycze, którym zwykle towarzyszy herbata. Wykonuje się je przez sprasowanie proszku w dekoracyjnej formie. Typowe składniki to mąka ryżowa, pyłek sosny, czarny sezam, kasztan japoński i soja[2].
- Gwapyeon to przypominający galaretkę wyrób wytwarzany przez gotowanie kwaśnych owoców, skrobi i cukru[6].
- Jeonggwa jest wytwarzane przez gotowanie owoców, korzeni roślin i nasion w miodzie, yeot lub wodzie z cukrem. Konsystencją przypomina marmolady lub dżem[6]. Najczęstsze składniki to m.in. yuja, pigwa, morela, korzeń lotosu, rzodkiewka koreańska, marchew, żeń-szeń, korzeń rozwaru, imbir, korzeń łopianu, pędy bambusa i beninkaza szorstka.
- Suksilgwa jest wytwarzane przez gotowanie owoców, korzeni lub orzechów w wodzie, a następnie mieszanka formowana jest w różne kształt kształty (np. owoców).
- Yeotgangjeong – wyrób cukierniczy wytwarzany przez zmieszanie prażonych nasion, orzechów, fasoli lub prażonych ziaren z syropem ryżowym i pocięcie masy na pożądane kształty. Wspólnymi składnikami są orzeszki piniowe, orzechy włoskie, orzeszki ziemne, nasiona sezamu lub perilli i ryż prażony.
- Yugwa – smażone w głębokim tłuszczu słodycze z ciasta z mąki z ryżu kleistego[6]. Można je podzielić na gangjeong, sanja i hangwa w zależności od kształtu i rozmiaru.
- Yumilgwa – odnosi się do głęboko smażonego wyrobu cukierniczego z ciasta pszennego. Można je podzielić na mandugwa (pierożki), maejakgwa (wstążki) i yakgwa (kwiat), według metod przyrządzania. Maejakgwa to wyrób przypominający polskie faworki, z mąki pszennej, oleju roślinnego, cynamonu, soku imbirowego, jocheong i orzeszków piniowych, natomiast yakgwa (dosł. „cukierniczy wyrób leczniczy”) to ciastko w kształcie kwiatu z miodem, olejem sezamowym i mąką pszenną[6].